# 自限性 (医学)
在临床医学中，自限性（self-limitation）是指病程不需要治疗就能缓解的疾病特性。许多病毒性疾病都是自限性疾病（self-limited/self-limiting disease）；例如上呼吸道感染，病人无需服用任何药物也可痊愈。不過雖然自限性疾病會自己消失，但服用药物能讓疾病更早痊愈；並且若病情加重或症状会使病人虚弱，病人依舊需要治療。

## 自限性疾病的例子
- 黄热病[6][7]
- 裂谷热[8][9]
- 西尼罗热[10][11]
- 脊髓灰质炎[12]
- 猴痘[13][14]
- 流行性腮腺炎[15][16][17]
- 甲型肝炎[18][19]
- 2019冠状病毒病[20]